# Matei Vlădescu
Matei Vlădescu (n. 21 februarie 1835, Târgoviște, Țara Românească – d. 23 ianuarie 1901, București, România) a fost un politician și general român, erou al Războiului de Independență al României și ministru al apărării naționale. Matei Vlădescu s-a născut în casele părintești de lângă ruinele Curții Domnești de la Târgoviște, la 2 februarie 1835, în familia serdarului Mihalache (Mihail) Vlădescu (1800-1868) și a Elenei Brătescu.

## Biografie

### Viață timpurie, educație
1854 - absolvent al Școlii Militare din București.
A lucrat împreună cu reprezentanții Statului-Major din Austria la realizarea primelor hărți militare ale României. În timpul domniei lui Alexandru Ioan Cuza este numit atașat militar pe lângă misiunea franceză care a redactat regulamentele tactice și administrative ale armatei române.
În plan politic a desfășurat o importantă actitvitate politică în calitate de senator

### Viață militară
În timpul Războiului de Independență de la 1877, a condus, în calitate de colonel, trupe ale armatei române la Vidin și Plevna.
În 1883 a fost ridicat la gradul de General de Brigadă. 
5 noiembrie 1889 - 15 februarie 1891 a avut funcția de Ministru al Războiului,
În anul 1892 este numit Șef al Statului Major Regal și Mareșal al Palatului Regal, până la trecerea sa în rezervă în anul 1899.
În anul 1893 este ridicat la gradul de General de Divizie.